# آشلي كراتزير
آشلي كراتزير (بالإنجليزية: Ashley Kratzer)‏ مواليد 6 فبراير 1999 في نيوبورت بيتش، الولايات المتحدة، هي لاعبة كرة مضرب أمريكية تلعب باليد اليسرى وتحتل حالياً المرتبة 341 (7 أغسطس 2017) في تصنيف رابطة محترفات كرة المضرب.

## روابط خارجية
- آشلي كراتزير على موقع رابطة محترفات التنس (الإنجليزية)
- آشلي كراتزير على موقع الاتحاد الدولي لكرة المضرب (الإنجليزية)
- آشلي كراتزير على موقع خلاصة التنس.كوم (الإنجليزية)
- آشلي كراتزير على موقع إي إس بي إن.كوم (الإنجليزية)